# Ron Barber
Ron Barber (Wakefield, 25 agosto 1945) è un politico statunitense, membro della Camera dei Rappresentanti per lo stato dell'Arizona dal 2012 al 2015.

## Biografia
Nato a Wakefield, nello Yorkshire, Barber si trasferì in Arizona per il lavoro del padre, che era un aviatore di stanza alla Davis-Monthan Air Force Base. Barber studiò all'Università dell'Arizona e successivamente diresse una piccola impresa insieme a sua moglie Nancy per oltre vent'anni.
Entrato in politica con il Partito Democratico, Barber divenne un collaboratore della deputata Gabrielle Giffords. Nel gennaio del 2011 Barber era ad un comizio della Giffords nella città di Tucson quando venne perpetrato un attentato alla vita della deputata. Nell'eversione morirono sei persone, la Giffords riportò gravissime ferite e Barber rimase colpito al femore e al volto.
Un anno dopo la Giffords decise di lasciare la Camera dei Rappresentanti per dedicarsi totalmente alla riabilitazione e Barber si candidò per il suo seggio, riuscendo a vincere le elezioni speciali. Alcuni mesi dopo Barber decise di chiedere un mandato completo e dovette affrontare l'avversaria repubblicana Martha McSally, un colonnello dell'Air Force. La competizione fu molto serrata e inizialmente la McSally sembrò prevalere di misura nei risultati; tuttavia quando fu ultimato lo spoglio delle schede, Barber venne dichiarato vincitore per pochi voti di scarto.
Due anni dopo, nel 2014, Barber si ricandidò per un altro mandato e nelle elezioni dovette affrontare nuovamente la McSally. Anche questa volta la competizione fu molto combattuta e alla fine, dopo vari spogli, Barber venne dichiarato sconfitto con un margine di appena 167 voti, che lo costrinse quindi a lasciare il seggio del Congresso all'avversaria.
Barber risiede a Tucson con la moglie e le due figlie.